# Высокогорский район
Высоко̀го́рский райо́н (тат.  Биекта́у районы́) — административно-территориальная единица и муниципальное образование (муниципальный район) в составе Республики Татарстан Российской Федерации. Район расположен в северо-западной части Республики Татарстан. Административный центр — посёлок ж/д станции Высокая Гора. Численность населения — 56 047 (2021).
Первые поселения на территории современного района датируют XII веком — тогда они были подконтрольны Волжской Булгарии. Остатки некоторых из них сохранились и являются объектами культурного наследия республики.
В районе развиты промышленные и сельскохозяйственные комплексы, запущены три промышленные площадки, ещё один промышленный парк готовятся ввести в эксплуатацию в 2021 году.

## География
Высокогорский район расположен в северо-западной части Республики Татарстан. Район граничит на западе с Зеленодольским, на востоке — с Арским и Атнинским районами, на юге — с Пестречинским районом и городом Казань, на севере — с Республикой Марий Эл. Административный центр района — Высокая Гора — находится на расстоянии 7 км к северо-востоку от столицы республики. Территория района занимает 1574,8 км², площадь земель сельскохозяйственного назначения составляет 1188,2 км². На территории района расположены 25 сельских поселений. Высокогорский район является структурной единицей Казанской агломерации. Климат умеренно-континентальный. Отмечается чёткое разделение сезонов. Средняя температура июля: 18,5º — 19,5º, января: −14,5º — −13,5º.
Крупнейшие реки — Илеть, Казанка и Петьялка, озёра — Кара-Куль, Кудаш, Сулянгуркуль, Хабри, Юртушинское; Голубые озёра имеют статус памятника природы.

## Герб и флаг
Современный герб Высокогорского района утверждён решением Совета муниципального района 6 декабря 2006 года. Основную часть герба занимает лазоревый цвет — символ чистого неба и природных водоёмов. На его фоне расположен золотой котёл. Это олицетворение уникального исторического памятника республики, расположенного на территории района, остатки одного из древних городов Казанского ханства. Золотой котёл также символизирует богатую историю края и традиции местных жителей. Сам котёл стоит на зелёном холме, что отражает название района, а кирпичная линия у подножья холма указывает на остатки крепости Иске-Казань и олицетворяет богатое археологическое наследие. Цветовое решение герба символизирует природу, здоровье, богатый урожай, молодость, стабильность, уважение и интеллект. Флаг Высокогорского района представляет собой прямоугольное голубое полотнище, вдоль его нижнего края изображены три равных полосы, сверху вниз — зелёная, жёлтая и снова зелёная. Вплотную к верхней полосе примыкает изображение котла из герба.

## История

### Предыстория
В XII веке на территории современного Высокогорского района под контролем Волжской Булгарии было основано село Иске-Казан, но уже в XIII веке оно подвергалось набегам монгольских кочевников, а в XV веке стало частью Казанского ханства. Современное село Высокая Гора в тот период называлось Байгыш, но после захвата территории Иваном Грозным, его переименовали в Рождественское.
Часть территории района до начала XVIII века входила в состав Алатской даруги (округа). Дорога к административному центру даруги Алатску располагалась к северу и северо-западу от Казани. Здесь проживали русские помещики, служилые мурзы, татары и новокрещены, с XVII века сложилось монастырское землевладение. Алатская даруга была упразднена в 1708 году, а её территория вошла в состав Казанского уезда. В 1722 году в Казань приехал Пётр I, также он посетил село Каймары, в котором в честь приезда императора начали строительство храма преподобного Кирилла Белозерского, церковь построили в течение года. Впоследствии имение в селе получил близкий друг Петра I — Нефёд Кудрявцев, из-за чего Каймары часто навещали как сам император, так и его последователи: Павел I и Екатерина II. Кроме них в селе недолгое время с 1831 года жил Евгений Баратынский.
Высокогорский район был образован после упрощения кантонов как новая территориальная единица в 1935 году. В 1959-м упразднили, однако уже через 4 года восстановили.

### Современность
В 1998 году на пост главы Высокогорского района был назначен Рашид Шаяхметов. В 2007 году его сменил Нагим Садиев, который ушёл с должности в 2010 году. С того момента район возглавляет Рустам Калимуллин, который до этого руководил Мамадышским районом. Руководителем исполнительного комитета является Дамир Шайдуллин.

## Население

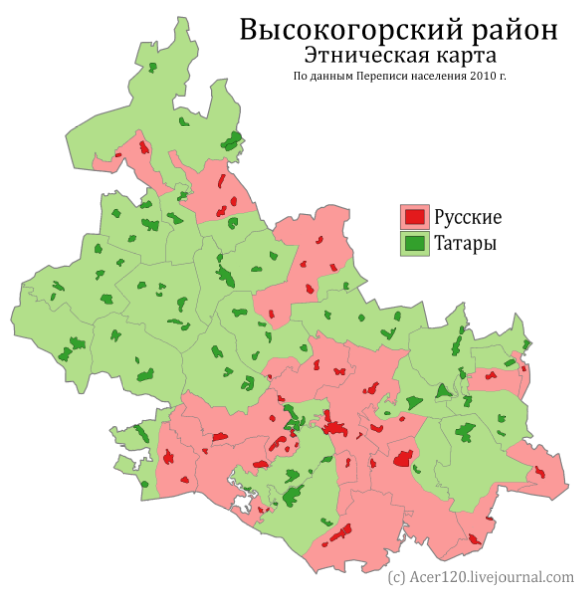
Этническая карта Высокогорского района

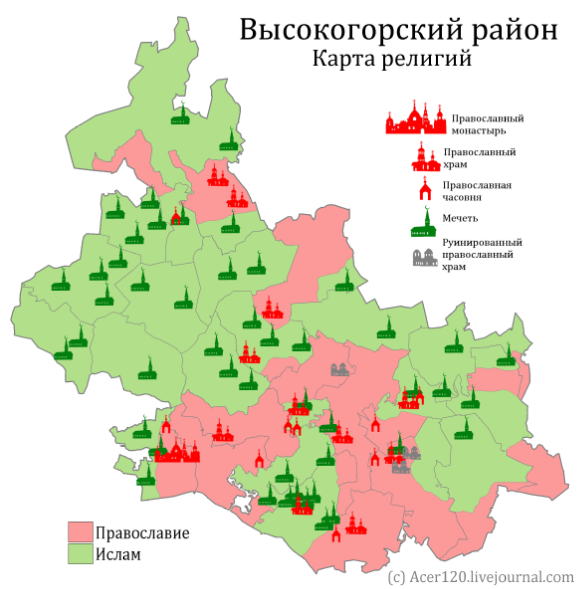
Религиозная карта Высокогорского района

Согласно итогам Всероссийской переписи населения 2020 года (из числа указавших национальность), татары составляют 66,4 % населения района, русские — 31,5 %.
| 1939    | 1959    | 1970    | 1979    | 1989    | 2002    | 2003    | 2004    | 2005    |
| ------- | ------- | ------- | ------- | ------- | ------- | ------- | ------- | ------- |
| 29 690  | ↗48 740 | ↗63 814 | ↗63 925 | ↘52 109 | ↘46 323 | ↘45 300 | ↗46 100 | ↗46 204 |
| 2006    | 2007    | 2008    | 2009    | 2010    | 2011    | 2012    | 2013    | 2014    |
| ↗46 530 | ↗46 840 | ↘42 987 | →42 987 | ↗43 207 | ↗43 262 | ↗43 604 | ↗44 451 | ↗45 174 |
| 2015    | 2016    | 2017    | 2018    | 2019    | 2021    |         |         |         |
| ↗46 235 | ↗47 339 | ↗48 204 | ↗49 262 | ↗50 526 | ↗56 047 |         |         |         |

## Муниципально-территориальное устройство
В Высокогорском муниципальном районе 25 сельских поселений.
| №  | Сельские поселения                   | Админ. центр                                 | Количество населённых пунктов | Население | Площадь, км² |
| -- | ------------------------------------ | -------------------------------------------- | ----------------------------- | --------- | ------------ |
| 1  | Айбашское сельское поселение         | село Айбаш                                   | 6                             | ↘670      |              |
| 2  | Алан-Бексерское сельское поселение   | село Алан-Бексер                             | 5                             | →546      |              |
| 3  | Альдермышское сельское поселение     | село Альдермыш                               | 3                             | ↘1042     |              |
| 4  | Березкинское сельское поселение      | село Берёзка                                 | 12                            | ↘1765     |              |
| 5  | Бирюлинское сельское поселение       | посёлок Бирюлинского зверосовхоза            | 5                             | ↗3071     |              |
| 6  | Большебитаманское сельское поселение | село Большой Битаман                         | 4                             | ↘1023     |              |
| 7  | Большековалинское сельское поселение | село Большие Ковали                          | 4                             | ↘585      |              |
| 8  | Высокогорское сельское поселение     | село Высокая Гора                            | 7                             | ↗22 118   |              |
| 9  | Дачное сельское поселение            | посёлок Дачное                               | 2                             | ↗729      |              |
| 10 | Дубъязское сельское поселение        | село Дубъязы                                 | 6                             | ↘2036     |              |
| 11 | Иске-Казанское сельское поселение    | село Куркачи                                 | 7                             | ↘1147     |              |
| 12 | Казакларское сельское поселение      | село Казаклар                                | 4                             | ↘566      |              |
| 13 | Красносельское сельское поселение    | посёлок железнодорожной станции Высокая Гора | 6                             | ↗5831     |              |
| 14 | Куркачинское сельское поселение      | посёлок железнодорожного разъезда Куркачи    | 1                             | ↘1863     |              |
| 15 | Мемдельское сельское поселение       | село Мемдель                                 | 2                             | →937      |              |
| 16 | Мульминское сельское поселение       | село Мульма                                  | 5                             | ↗1123     |              |
| 17 | Село-Алатское сельское поселение     | село Алат                                    | 4                             | ↘576      |              |
| 18 | Семиозерское сельское поселение      | село Семиозерка                              | 6                             | ↗1270     |              |
| 19 | Суксинское сельское поселение        | село Суксу                                   | 6                             | ↗694      |              |
| 20 | Ташлы-Ковалинское сельское поселение | село Ташлы-Ковали                            | 5                             | ↘534      |              |
| 21 | Усадское сельское поселение          | село Усады                                   | 7                             | ↗2345     |              |
| 22 | Чепчуговское сельское поселение      | село Чепчуги                                 | 4                             | ↗1928     |              |
| 23 | Чернышевское сельское поселение      | деревня Чернышевка                           | 6                             | ↗1195     |              |
| 24 | Шапшинское сельское поселение        | село Шапши                                   | 3                             | ↗1344     |              |
| 25 | Ямашурминское сельское поселение     | село Ямашурма                                | 3                             | ↘1193     |              |

| №   | Населённый пункт            | Тип                               | Население | Муниципальное образование            |
| --- | --------------------------- | --------------------------------- | --------- | ------------------------------------ |
| 1   | Абла                        | деревня                           |           | Березкинское сельское поселение      |
| 2   | Айбаш                       | село                              |           | Айбашское сельское поселение         |
| 3   | Алан-Бексер                 | село                              |           | Алан-Бексерское сельское поселение   |
| 4   | Алат                        | село                              |           | Село-Алатское сельское поселение     |
| 5   | Алатский спиртзавод         | село                              |           | Алан-Бексерское сельское поселение   |
| 6   | Альдермыш                   | село                              |           | Альдермышское сельское поселение     |
| 7   | Апсабаш                     | деревня                           |           | Айбашское сельское поселение         |
| 8   | Асянь                       | деревня                           |           | Алан-Бексерское сельское поселение   |
| 9   | Байкал                      | деревня                           |           | Чепчуговское сельское поселение      |
| 10  | Берёзка                     | село                              |           | Березкинское сельское поселение      |
| 11  | Берёзовка                   | посёлок                           |           | Красносельское сельское поселение    |
| 12  | Берли                       | деревня                           |           | Березкинское сельское поселение      |
| 13  | Бикнарат                    | деревня                           |           | Большебитаманское сельское поселение |
| 14  | Бимери                      | село                              |           | Бирюлинское сельское поселение       |
| 15  | Бирюли                      | посёлок железнодорожного разъезда |           | Бирюлинское сельское поселение       |
| 16  | Бирюлинского зверосовхоза   | посёлок                           |           | Бирюлинское сельское поселение       |
| 17  | Большая Елань               | деревня                           |           | Ямашурминское сельское поселение     |
| 18  | Большие Ковали              | село                              |           | Большековалинское сельское поселение |
| 19  | Большой Битаман             | село                              |           | Большебитаманское сельское поселение |
| 20  | Большой Куюк                | село                              |           | Айбашское сельское поселение         |
| 21  | Большой Починок             | деревня                           |           | Березкинское сельское поселение      |
| 22  | Большой Рясь                | деревня                           |           | Суксинское сельское поселение        |
| 23  | Большой Сулабаш             | деревня                           |           | Дубъязское сельское поселение        |
| 24  | Верхняя Ия                  | деревня                           |           | Иске-Казанское сельское поселение    |
| 25  | Высокая Гора                | посёлок железнодорожной станции   | ↗4167     | Красносельское сельское поселение    |
| 26  | Высокая Гора                | село                              | ↗17 736   | Высокогорское сельское поселение     |
| 27  | Гарь                        | село                              |           | Алан-Бексерское сельское поселение   |
| 28  | Глухово                     | деревня                           |           | Ташлы-Ковалинское сельское поселение |
| 29  | Дачное                      | посёлок                           |           | Дачное сельское поселение            |
| 30  | Дубъязы                     | село                              |           | Дубъязское сельское поселение        |
| 31  | Здоровый Ключ               | деревня                           |           | Ямашурминское сельское поселение     |
| 32  | Ибря                        | деревня                           |           | Альдермышское сельское поселение     |
| 33  | Ивановка                    | деревня                           |           | Чернышевское сельское поселение      |
| 34  | Ильино                      | деревня                           |           | Усадское сельское поселение          |
| 35  | Инеш                        | посёлок                           |           | Высокогорское сельское поселение     |
| 36  | Инся                        | село                              |           | Березкинское сельское поселение      |
| 37  | Казаклар                    | село                              |           | Казакларское сельское поселение      |
| 38  | Каймары                     | село                              |           | Чернышевское сельское поселение      |
| 39  | Калинино                    | деревня                           |           | Высокогорское сельское поселение     |
| 40  | Камаево                     | село                              |           | Иске-Казанское сельское поселение    |
| 41  | Кара-Куль                   | деревня                           |           | Айбашское сельское поселение         |
| 42  | Керосиново                  | деревня                           |           | Бирюлинское сельское поселение       |
| 43  | Кзыл-Булгар                 | посёлок                           |           | Мульминское сельское поселение       |
| 44  | Кзыл-Куль                   | деревня                           |           | Иске-Казанское сельское поселение    |
| 45  | Киндери                     | посёлок железнодорожного разъезда |           | Красносельское сельское поселение    |
| 46  | Кирилловка                  | деревня                           |           | Бирюлинское сельское поселение       |
| 47  | Клетни                      | деревня                           |           | Высокогорское сельское поселение     |
| 48  | Красна                      | деревня                           |           | Мульминское сельское поселение       |
| 49  | Красный Восток              | деревня                           |           | Шапшинское сельское поселение        |
| 50  | Кудаш                       | деревня                           |           | Айбашское сельское поселение         |
| 51  | Кундурла                    | деревня                           |           | Суксинское сельское поселение        |
| 52  | Куркачи                     | посёлок железнодорожного разъезда | ↘1864     | Куркачинское сельское поселение      |
| 53  | Куркачи                     | село                              |           | Иске-Казанское сельское поселение    |
| 54  | Мазяр                       | деревня                           |           | Большековалинское сельское поселение |
| 55  | Макаровка                   | деревня                           |           | Семиозерское сельское поселение      |
| 56  | Малые Ковали                | деревня                           |           | Большековалинское сельское поселение |
| 57  | Малый Алат                  | село                              |           | Село-Алатское сельское поселение     |
| 58  | Малый Битаман               | деревня                           |           | Большебитаманское сельское поселение |
| 59  | Малый Починок               | деревня                           |           | Березкинское сельское поселение      |
| 60  | Малый Рясь                  | деревня                           |           | Суксинское сельское поселение        |
| 61  | Малый Сулабаш               | деревня                           | ↘180      | Дубъязское сельское поселение        |
| 62  | Мамонино                    | село                              |           | Березкинское сельское поселение      |
| 63  | Махмур                      | деревня                           |           | Казакларское сельское поселение      |
| 64  | Мемдель                     | село                              |           | Мемдельское сельское поселение       |
| 65  | Мульма                      | село                              |           | Мульминское сельское поселение       |
| 66  | Наратлык                    | деревня                           |           | Казакларское сельское поселение      |
| 67  | Новое Мамонино              | деревня                           |           | Чернышевское сельское поселение      |
| 68  | Новые Бирюли                | деревня                           |           | Чепчуговское сельское поселение      |
| 69  | Новый Посёлок               | посёлок                           |           | Красносельское сельское поселение    |
| 70  | Озёрный                     | посёлок                           |           | Семиозерское сельское поселение      |
| 71  | Олуяз                       | деревня                           |           | Березкинское сельское поселение      |
| 72  | Пановка                     | село                              |           | Высокогорское сельское поселение     |
| 73  | Пермяки                     | село                              |           | Высокогорское сельское поселение     |
| 74  | Посёлок санатория «Каменка» | посёлок                           |           | Красносельское сельское поселение    |
| 75  | Потаниха                    | деревня                           |           | Село-Алатское сельское поселение     |
| 76  | Русский Урмат               | деревня                           |           | Иске-Казанское сельское поселение    |
| 77  | Русско-Татарская Айша       | деревня                           |           | Ташлы-Ковалинское сельское поселение |
| 78  | Садилово                    | деревня                           |           | Усадское сельское поселение          |
| 79  | Сая                         | село                              |           | Альдермышское сельское поселение     |
| 80  | Светлое Озеро               | посёлок                           |           | Семиозерское сельское поселение      |
| 81  | Семиозерка                  | село                              |           | Семиозерское сельское поселение      |
| 82  | Соловцово                   | деревня                           |           | Березкинское сельское поселение      |
| 83  | Сосновка                    | село                              |           | Бирюлинское сельское поселение       |
| 84  | Сосмаги                     | деревня                           |           | Мульминское сельское поселение       |
| 85  | Средний Алат                | деревня                           |           | Село-Алатское сельское поселение     |
| 86  | Старая Тура                 | деревня                           |           | Чернышевское сельское поселение      |
| 87  | Старые Бирюли               | деревня                           |           | Чепчуговское сельское поселение      |
| 88  | Суксу                       | село                              |           | Суксинское сельское поселение        |
| 89  | Талмачи                     | деревня                           |           | Усадское сельское поселение          |
| 90  | Таршна                      | деревня                           |           | Дубъязское сельское поселение        |
| 91  | Татарская Айша              | село                              |           | Иске-Казанское сельское поселение    |
| 92  | Татарский Урмат             | деревня                           |           | Иске-Казанское сельское поселение    |
| 93  | Ташлы-Ковали                | село                              |           | Ташлы-Ковалинское сельское поселение |
| 94  | Ташсу                       | деревня                           |           | Суксинское сельское поселение        |
| 95  | Тёплый Ключ                 | деревня                           |           | Семиозерское сельское поселение      |
| 96  | Тимофеевка                  | деревня                           |           | Березкинское сельское поселение      |
| 97  | Тимофеевка                  | деревня                           |           | Усадское сельское поселение          |
| 98  | Тимошкино                   | деревня                           |           | Шапшинское сельское поселение        |
| 99  | Торнаяз                     | деревня                           |           | Дубъязское сельское поселение        |
| 100 | Туктамыш                    | деревня                           |           | Ташлы-Ковалинское сельское поселение |
| 101 | Улля                        | село                              |           | Казакларское сельское поселение      |
| 102 | Уньба                       | деревня                           |           | Ташлы-Ковалинское сельское поселение |
| 103 | Урманче                     | посёлок                           |           | Красносельское сельское поселение    |
| 104 | Усады                       | село                              |           | Усадское сельское поселение          |
| 105 | Хохлово                     | село                              |           | Усадское сельское поселение          |
| 106 | Чамяк                       | деревня                           |           | Суксинское сельское поселение        |
| 107 | Чемерцы                     | деревня                           |           | Мульминское сельское поселение       |
| 108 | Чепчуги                     | село                              |           | Чепчуговское сельское поселение      |
| 109 | Чернышевка                  | деревня                           |           | Чернышевское сельское поселение      |
| 110 | Чирша                       | село                              |           | Березкинское сельское поселение      |
| 111 | Чубарово                    | деревня                           |           | Усадское сельское поселение          |
| 112 | Чувашли                     | село                              |           | Большековалинское сельское поселение |
| 113 | Шапши                       | село                              |           | Шапшинское сельское поселение        |
| 114 | Шигали                      | село                              |           | Семиозерское сельское поселение      |
| 115 | Шипшек                      | деревня                           |           | Дубъязское сельское поселение        |
| 116 | Шуман                       | село                              |           | Березкинское сельское поселение      |
| 117 | Шумлян                      | деревня                           |           | Алан-Бексерское сельское поселение   |
| 118 | Шушары                      | деревня                           |           | Чернышевское сельское поселение      |
| 119 | Эстачи                      | деревня                           |           | Высокогорское сельское поселение     |
| 120 | Ювас                        | деревня                           |           | Большебитаманское сельское поселение |
| 121 | Юртыш                       | посёлок                           |           | Мемдельское сельское поселение       |
| 122 | Ямашурма                    | село                              |           | Ямашурминское сельское поселение     |
| 123 | Янга-Аул                    | село                              |           | Айбашское сельское поселение         |
| 124 | Яшь Кеч                     | деревня                           |           | Дачное сельское поселение            |

## Экономика

### Промышленность
Экономически значимые предприятия представлены пищевой промышленностью: «Усадский спиртзавод» и «Ликёроводочный завод» (филиалы «Татспиртпром»), молочный комбинат «Касымовский», конфетная фабрика «Биектау». Фармацевтическое направление представлено филиалом «Протек-10», «Ветфармгарант» (кормовые добавки), строительными компаниями «Винербергер Куркачи», «Казанский лифтостроительный завод», «СафПласт», «Казаньсельмаш» и другими.
В 2007 году в Высокогорском районе начал работать завод по выпуску сельскохозяйственной техники «Казаньсельмаш». Учредители арендовали землю бывшего молокозавода. В том же году компании удалось приобрести собственную базу в селе Куркачи. По данным 2016-го, выручка завода составила более 50 млн рублей, а продукция поставлялась более 40 дилерам по России и СНГ. В 2020-м средняя зарплата сотрудников предприятия — 52,3 тыс. рублей.
В 2008-м ввели в эксплуатацию крупнейший районный завод «СафПласт». Уже в 2010 году оборот компании составил 1,53 млрд рублей, а в 2011-м «СафПласт» попал в «Топ-300 компаний Татарстана», составленный изданием «Бизнес Online». В 2018-м компания занимала первое место в России по производству экструзионных полимерных листов, ежегодно выпуская 15 млрд м² продукции.
В селе Куркачи с 2008 года работает филиал австрийской компании-производителя керамических материалов Wienerberger — «Винербергер Куркачи». В 2014-м производство было расширено, в новые производственные мощности было инвестировано около 100 млн рублей. Выручка компании за 2018-й составила 578,2 млн рублей.
За январь-сентябрь 2020 года в районе отгружено товаров собственного производства по чистым видам экономической деятельности на 9 млрд 731 млн рублей.

### Сельское хозяйство
В 2015 году Высокогорский район занимал третье место в Казанской агломерации и 19 в Татарстане по объёму сельскохозяйственного производства, а к 2019-му был на шестой и 26 позиции соответственно. В районе возделывается яровая пшеница, озимая рожь, овёс, ячмень. Основные отрасли животноводства — молочно-мясное скотоводство. Крупными предприятиями района являются «Бирюли», «Серп и Молот», «Битаман», «Ватан», «Соватех», агрофирма «Татарстан», ПСХК «Красная Заря».
Сельскохозяйственное предприятие «Бирюли» образовано в 1930-х годах, позднее при заводе была организована соболиная ферма. С 2000-х годов компания занимается растениеводством, звероводством и пошивом и продажей меховых изделий. В 2010 году «Бирюли» выкупила в районе около 100 га земли для расширения производства, но к 2016-му фирма задолжала своим сотрудникам порядка 5,4 млн из зарплатного фонда. Предприятие погасило долг после вмешательства республиканской межведомственной комиссии. По состоянию на 2017 год, в активе «Бирюли» — 22 тыс. га сельскохозяйственных угодий, в том числе 17 тыс. га пашен, 3,6 тыс. поголовья крупного рогатого скота.
В 2006 году в деревне Улля основали фабрику кролей, 90 % акций принадлежали Инвестиционно-венчурному фонду Татарстана как главному инвестору, который выделил на создание предприятия 37 млн рублей. Через год директора фермы арестовали по подозрению в хищении части выделенных средств, а завод за 30 млн рублей у ИВФ выкупил другой предприниматель. Под его руководством компания неоднократно входила в рейтинг «100 лучших товаров России» и была в рейтинге крупнейших в стране заводов по производству крольчатины. К 2018 году в предприятие было вложено порядка 560 млн рублей, при этом выручка составляла около 122 млн, из-за чего в 2018 году фирма признала себя банкротом, её имущество и долги оценили в 227 млн рублей.
С 2012 года в Высокогорском районе работает программа «Поддержка начинающих фермеров». За четыре года её действия было реализовано 12 проектов на сумму 17 млн рублей. На район распространяется также республиканская программа по строительству коровников, так, в 2020 году в Высокогорском районе открыли новую молочную ферму на 390 голов.
В районе функционирует Касымовский молочный комбинат, который специализируется на продуктах краткосрочного хранения, реализуемых под маркой «Бэрэкэтле». В 2020 году за 750 млн рублей Высокогорский завод выкупила удмуртская компания «Ува-молоко». Инвесторы пояснили мотивы тем, что в самой Удмуртии молока мало и приходится заказывать из Татарстана. Новые владельцы планируют увеличить мощность переработки молока с 70 до 250 тонн в сутки.
За январь-июнь 2020 года валовая продукция сельского хозяйства района составила 604 млн 862 тыс..

### Инвестиционный потенциал
На территории района действует промышленная площадка под управлением компании ХЭФ. В 2019-м на ней четыре резидента, которые произвели продуктов на 37,3 млн рублей. В 2015-м площадок было три, на них было 17 резидентов (общая стоимость продукции — 6,2 млрд рублей). В 2017-м Фонд прямых инвестиций Татарстана сообщил о намерении создать в Высокогорском районе пищевой промышленный парк «М7 Высокая гора» размером 100 га, ориентированный на запуск производства по переработке мяса и выпуску продуктов питания. В 2020 году в фонде заявили, что на площадке могут разместиться до 70 резидентов с созданием 6-7 тыс. новых рабочих мест. Завершение инфраструктуры и привлечение резидентов планируется в начале 2021-го.
Показатели инвестиционных вложений в предприятия района за исключением бюджетных средств составили 8 млн 339 тыс. рублей в 2019 году и 4 млн 608 тыс. рублей в первом полугодии 2020-го.

### Транспорт
По территории района проходит железнодорожная магистраль «Казань — Екатеринбург». Основные автодороги: федеральная трасса М-7 «Волга» и дорога «Казань — Малмыж». Общая протяжённость автодорог общего пользования местного значения 678,7 км.
Общественный транспорт на Высокой Горе- автобус № 91 от остановки АРЗ до Казанского ЦУМа

## Экология
На территории района расположен государственный природный ландшафтный заказник «Чулпан». Он находится рядом с селом Большие Ковали и занимает 6054 га. В основном заказник представляет собой сельскохозяйственные угодья и лесополосу. Здесь обитают девять видов птиц, занесённых в Красную книгу Республики Татарстан. Кроме этого в районе находится семь природных памятников, среди них пять озёр, Эстачинский склон и «Семиозёрный лес». Власти Республики разработали проект, согласно которому озёра станут туристическим кластером «Зеркала Татарстана» — эта концепция стала финалистом Всероссийского конкурса по развитию экотуризма в России. Проект подразумевает создание центра экопросвещения и активного отдыха, развитие экотроп, поощрение спортивного отдыха и организацию лектория. Начало работ назначено на весну 2021 года.

## Социальная сфера
По данным 2019 года, в Высокогорском районе функционируют 88 учреждений образования, 26 сельских клубов, 43 библиотеки, три детские музыкальные школы, 117 культурно-просветительских учреждений. В посёлке Высокая гора находятся два автодрома, горнолыжные базы, спортивный комплекс, где проводят секции национальной борьбы, дзюдо, аэробики, атлетической гимнастики. В 2015 году был основан детский оздоровительный лагерь «Чирша». В 2020-м в селе Высокая Гора открыт бассейн площадью 1498,4 м2.
В районе расположено девять объектов культурного наследия. Среди них Церковь иконы Казанской Божьей Матери: её изначальное здание заложили ещё в XVII веке, существующий храм построили в 1809 году. Храм трёхпрестольный: главная часть создана в честь Казанской иконы Божией Матери, приделы с правой и левой сторон — в честь Святого благоверного князя Александра Невского и Преподобного Макария Желтоводского, Унженского. С 1810-го по 1821 год богослужения в храме совершались круглогодично, а с возведением рядом каменного Никольского храма перешли только на летнюю работу. В советское время помещения церкви использовали для разведения цыплят и свиней. Храм долго реставрировался. В 2020-м в здании впервые за долгое время прошёл первый молебен.